# Розчин вапняно-бітумний
Розчин вапняно-бітумний (рос. раствор известково-битумный; англ. bitumen-lime drilling mud; нім. Kalkbitumenspülung f) — буровий розчин на нафтовій основі, дисперсійним середовищем якого є дизельне пальне або нафта, а дисперсною фазою — високоокислений бітум, оксид кальцію, барит і невелика кількість води, потрібної для гашення вапна. 
Використовується для глушіння свердловин з пластовим тиском, більшим за гідростатичний тиск. 
Високоокислений бітум виконує функції колоїдної дисперсної фази, подібно як глина у розчинах на водній основі, і спричиняє утворення зв’язно-дисперсної системи. 

## Дивись також
- буровий розчин